# Rhadinella posadasi
Rhadinella posadasi är en ormart som beskrevs av Slevin 1936. Rhadinella posadasi ingår i släktet Rhadinella och familjen snokar. Inga underarter finns listade i Catalogue of Life.
Denna orm förekommer i nordvästra Guatemala och sydvästra Mexiko. Arten lever i kulliga områden vid 750 meter över havet. Individerna vistas i fuktiga skogar. Honor lägger ägg.
Beståndet hotas av skogsröjningar. IUCN listar arten som starkt hotad (EN).